# كيفن بيتشمان تيم
كيفن بيتشمان تيم (بالدنماركية: Kevin Bechmann Timm)‏ هو لاعب كرة قدم دنماركي في مركز الوسط، ولد في 9 يوليو 1989 في الدنمارك في مملكة الدنمارك. لعب مع نادي إيسبيرغ ونادي نايستفيد.